# Circumscripció electoral de Màlaga
La circumscripció electoral de Màlaga és una de les 52 circumscripcions electorals que s'empren com a districtes electorals des de l'any 1977 per a la cambra baixa de les Corts Generals espanyoles; el Congrés dels Diputats, i una de les 59 de la cambra alta, el Senat espanyol.

## Congrés dels Diputats

### Diputats obtinguts per partit (1977–2019)
| Candidatura | Candidatura                       | Candidatura | 1977 | 1979 | 1982 | 1986 | 1989 | 1993 | 1996 | 2000 | 2004 | 2008 | 2011 | 2015 | 2016 | 2019 (I) | 2019 (II) |
| ----------- | --------------------------------- | ----------- | ---- | ---- | ---- | ---- | ---- | ---- | ---- | ---- | ---- | ---- | ---- | ---- | ---- | -------- | --------- |
|             | Partit Socialista Obrer Español   | PSOE        | 4    | 3    | 6    | 6    | 7    | 6    | 5    | 4    | 6    | 5    | 3    | 3    | 3    | 4        | 4         |
|             | Unió de Centre Democràtic         | UCD         | 3    | 3    |      |      |      |      |      |      |      |      |      |      |      |          |           |
|             | Esquerra Unida                    | IU          | 1    | 1    |      | 1    | 1    | 1    | 1    | 1    |      |      | 1    |      |      |          |           |
|             | Partit Andalucista                | PA          |      | 1    |      |      |      |      |      |      |      |      |      |      |      |          |           |
|             | Partit Popular                    | PÀG         |      |      | 2    | 2    | 2    | 3    | 4    | 5    | 4    | 5    | 6    | 4    | 4    | 2        | 3         |
|             | Unides Podemos                    | PODEMOS-IU  |      |      |      |      |      |      |      |      |      |      |      | 2    | 2    | 2        | 1         |
|             | Ciutadans-Partit de la Ciutadania | Cs          |      |      |      |      |      |      |      |      |      |      |      | 2    | 2    | 2        | 1         |
|             | Vox                               | VOX         |      |      |      |      |      |      |      |      |      |      |      |      |      | 1        | 2         |
| Total       | Total                             | Total       | 8    | 8    | 8    | 9    | 10   | 10   | 10   | 10   | 10   | 10   | 10   | 11   | 11   | 11       | 11        |

### Vots (%) per partit (1977–2019)
La següent taula mostra només els partits que han aconseguit alguna vegada almenys l'1 % del total de vots.
|                                        | 1977 | 1979 | 1982 | 1986 | 1989 | 1993 | 1996 | 2000 | 2004 | 2008 | 2011  | 2015  | 2016  | 2019 (I) | 2019 (II) |
| -------------------------------------- | ---- | ---- | ---- | ---- | ---- | ---- | ---- | ---- | ---- | ---- | ----- | ----- | ----- | -------- | --------- |
| Partit Socialista Obrer Español (PSOE) | 42,7 | 36,0 | 62,2 | 57,4 | 51,6 | 48,0 | 42,0 | 39,1 | 49,8 | 47,0 | 31,55 | 26,92 | 27,04 | 30,84    | 29,96     |
| Unió de Centre Democràtic (UCD)        | 26,6 | 29,2 | 3,8  |      |      |      |      |      |      |      |       |       |       |          |           |
| Esquerra Unida (IU)                    | 11,8 | 12,9 | 5,3  | 9,0  | 13,6 | 14,1 | 15,2 | 8,1  | 6,4  | 5,1  | 9,02  | 6,80  |       |          |           |
| Partit Popular (PP)                    | 8,0  | 4,7  | 23,4 | 21,9 | 19,5 | 31,0 | 38,5 | 43,5 | 36,4 | 43,0 | 49,7  | 28,97 | 34,37 | 17,71    | 21,6      |
| Partit Socialista Popular (PSP)        | 5,1  |      |      |      |      |      |      |      |      |      |       |       |       |          |           |
| Partit Andalucista (PA)                |      | 12,0 | 2,3  | 2,4  | 5,1  | 2,0  | 2,7  | 5,2  | 4,4  | 1,46 | 1,03  |       |       |          |           |
| Coalició Democràtica (CD)              |      | 4,0  |      |      |      |      |      |      |      |      |       |       |       |          |           |
| Unió Nacional (UN)                     |      | 1,8  |      |      |      |      |      |      |      |      |       |       |       |          |           |
| Centre Democràtic i Social (CDS)       |      |      | 1,5  | 6,0  | 5,6  | 0,9  |      |      |      |      |       |       |       |          |           |
| Grup Independent Liberal (GIL)         |      |      |      |      |      | 1,26 |      | 1,63 |      |      |       |       |       |          |           |
| Unió Progresso i Democràcia (UPyD)     |      |      |      |      |      |      |      |      |      | 1,0  | 5,61  | 0,58  | 0,25  |          |           |
| Partit Animalista (PACMA)              |      |      |      |      |      |      |      |      |      | 0,17 | 0,4   | 1,14  | 1,55  | 1,85     | 1,46      |
| Ciutadans (C's)                        |      |      |      |      |      |      |      |      |      | 0,16 |       | 17,07 | 16,28 | 19,51    | 8,84      |
| Unides Podemos (UP)                    |      |      |      |      |      |      |      |      |      |      |       | 17,09 | 18,91 | 14,48    | 12,9      |
| Vox (VOX)                              |      |      |      |      |      |      |      |      |      |      |       | 0,23  | 0,24  | 13,99    | 21,49     |
| Més País (MP)                          |      |      |      |      |      |      |      |      |      |      |       |       |       |          | 1,86      |
|                                        | 5,8  | 4,2  | 1,6  | 2,8  | 4,2  | 3,5  | 0,6  | 2,8  | 1,3  | 1,54 | 3,09  | 1,83  | 1,36  | 1,62     | 1,89      |